# Fernanda Cordeiro
Pour les articles homonymes, voir Soares.
Fernanda Soares da Silva Cordeiro est une ancienne joueuse brésilienne de volley-ball  née le 9 octobre 1983 à Rio de Janeiro. Elle mesure 1,83 m et jouait au poste de réceptionneuse-attaquante. 

## Clubs
| Club                    | De        | À         |
| ----------------------- | --------- | --------- |
| Botafogo                | 1998-1999 | 2001-2002 |
| Londrina Volei Clube    | 2002-2003 | 2002-2003 |
| Sesi de Uberlândia      | 2003-2004 | 2004-2005 |
| Floripa Esporte Clube   | 2005-2006 | 2005-2006 |
| AD Brusque              | 2006-2007 | 2006-2007 |
| Volei Futuro            | 2007-2008 | 2007-2008 |
| Mackenzie Esporte Clube | 2008-2009 | 2008-2009 |
| Minas Tênis Clube       | 2009-2010 | 2009-2010 |
| Praia Clube             | 2010-2011 | 2011-2012 |